# Coscinida leviorum
Coscinida leviorum là một loài nhện trong họ Theridiidae.
Loài này thuộc chi Coscinida. Coscinida leviorum được George Hazelwood Locket miêu tả năm 1968.